# بيلبورد تويتر في الوقت الحقيقي

شعار بيلبورد الحالي منذ عام 2013.

بيلبورد تويتر في الوقت الحقيقي (بالإنجليزية: Billboard Twitter Real-Time)‏ هو مخطط بياني من مجلة بيلبورد للموسيقى تم استحداثه في 27 مايو 2014. يظهر فيه ترتيب الأغاني من الفنانين الشعبيين بناء على عدد المرات التغريدات بموقع تويتر في الولايات المتحدة.

## روابط خارجية
- الفنانين الناشئين
- الأغاني الجديدة في الوقت الحقيقي
- الأغاني التريند الجديدة، يتم التشغيل من قبل تويتر، ويكيلي